# Nadciîți, Mlîniv
Nadciîți (în ucraineană Надчиці) este un sat în comuna Novoukraiinka din raionul Mlîniv, regiunea Rivne, Ucraina.

## Demografie
Componența lingvistică a localității Nadciîți
     Ucraineană (99,3%)
     Alte limbi (0,7%)
Conform recensământului din 2001, majoritatea populației localității Nadciîți era vorbitoare de ucraineană (99,3%), existând în minoritate și vorbitori de alte limbi.